# Max Schneider (Fotograf)
Max Schneider (geb. 23. August 1887 in Wien; gest. nach 1939) war ein österreichischer Fotograf und Kunstmaler.

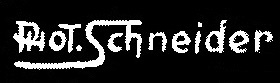
Schneiders Fotografenzeichen

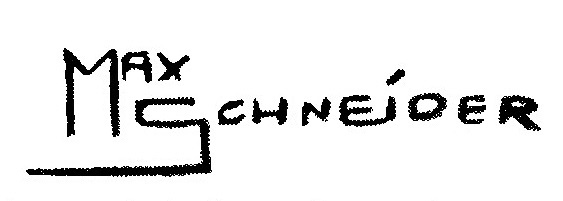
Seine Künstlersignatur

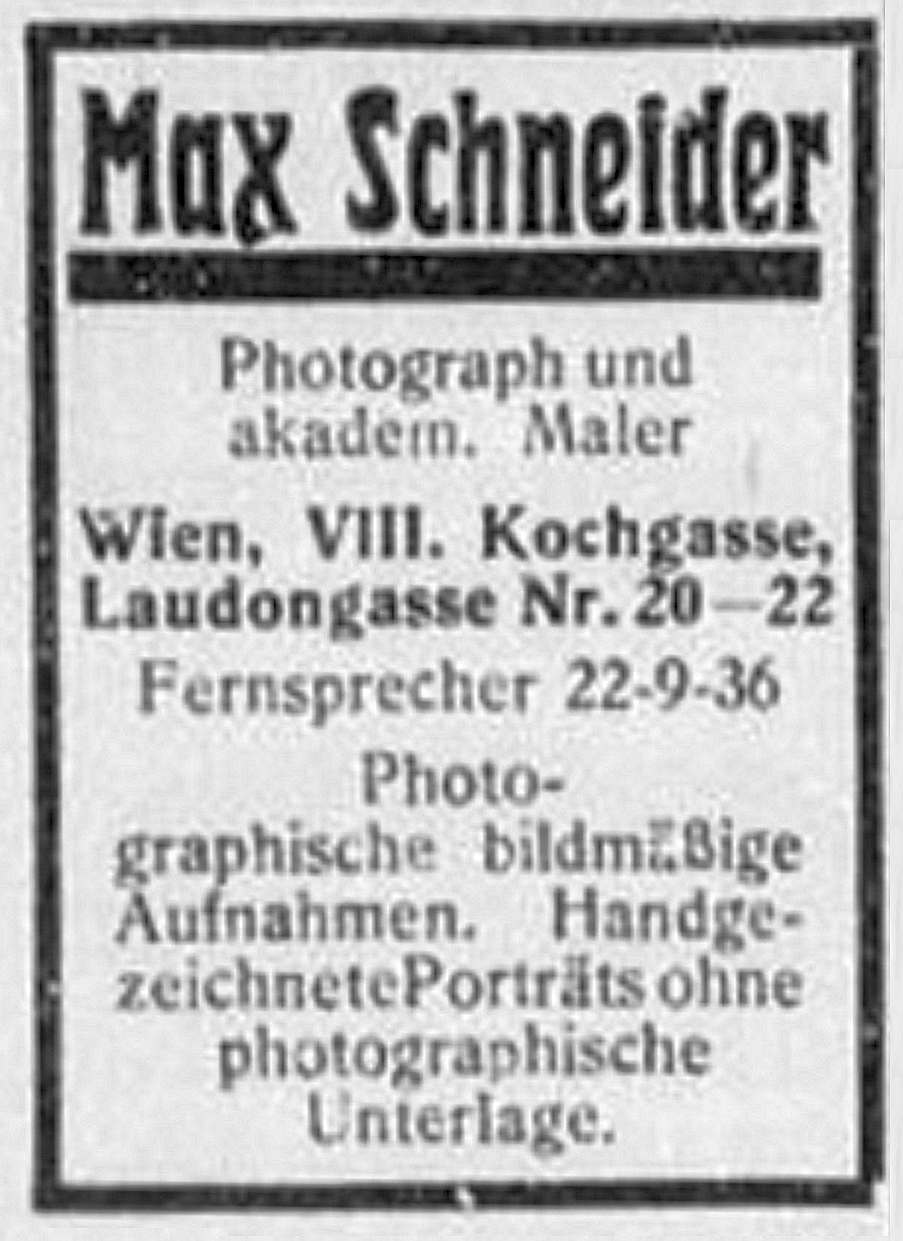
Eintrag im Branchenverzeichnis 1921/22

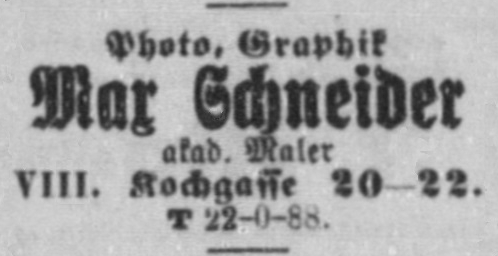
Eintrag im Branchenverzeichnis 1925

## Leben und Wirken
Max Schneider, Sohn des aus Sambor (Königreich Galizien und Lodomerien) stammenden Damenschneidermeisters Hersch Suchir (genannt Hermann) Schneider und dessen Ehefrau Anna, geb. Wohrischek, war ab 1913 in Wien als Fotograf tätig. Nach dem Ersten Weltkrieg betrieb er sein Atelier für Porträtfotografie zusammen mit seiner Frau, der Wiener Fotografin Sophie Stark (Heirat am 21. August 1919) in Wien-Josefstadt, Kochgasse 20. Nach dem frühen Tod seiner Frau führte er das Studio an der Adresse Kochgasse 20–22 unter dem Namen Photo – Graphik zunächst alleine weiter.
Seit den frühen 1920er Jahren arbeitete er für die Medizinische Fakultät der Universität Wien als Fotograf und schuf Aufnahmen des gesamten Professorenkollegiums dieser Fakultät. 1927 fertigte „der Meister der Ärzteporträts“ ein Tableau mit 163 Porträts von Professoren dieser Fakultät an. In der Folge veröffentlichte vor allem die Wiener Medizinische Wochenschrift bis 1933 regelmäßig Fotos und Zeichnungen Schneiders, u. a. von Ernst Finger, Ernst Fuchs, Ferdinand Hochstetter, Guido Holzknecht oder Julius Mannaberg.
Ab Mitte der 1920er Jahre war Schneider Mitglied der Genossenschaft der Photographen in Wien. Im Mai 1928 zeigte er auf der Gruppenausstellung in Linz des Gewerbeförderungsinstituts für Fachfotografie, einer vom Fachverband der „Photographengenossenschaften Österreichs“ veranstalten Ausstellung, eine Serie von Rötelskizzen, deren Ausführung besondere Erwähnung fand. Der auch akademisch ausgebildete Maler Schneider bearbeitete dabei auch seine Fotos mit Übermalungen oder Retuschen.
Im November 1933 bot er dem Dekan der Medizinischen Fakultät Leopold Arzt die kostenlose Herstellung von fotografischen Porträts des gesamten „Professoren-Kollegiums“ an, um sie danach in Form von Zeichnungen entsprechend zu den von ihm als Vorbild erwähnten Arbeiten von Olga Prager (1872–1930) zu veröffentlichen. Einen finanziellen Erfolg dieses Unternehmens erhoffte sich Schneider durch den Verkauf der Ärzteportraits im Buchhandel zu erzielen.
Nach dem „Anschluss Österreichs“ waren Max Schneider und seine damalige Frau Lucie wegen ihrer jüdischen Herkunft nach den im März 1938 auch in Österreich in Kraft tretenden NS-Rassengesetzen von nationalsozialistischer Verfolgung bedroht. Nachdem das Atelier Schneiders seit 1934 im Eigentum seiner Frau stand, liegt nur von ihr eine Vermögensanmeldung zur Erfassung der Reichsfluchtsteuer beim Ministerium für Wirtschaft und Arbeit vor. Wie bei vielen anderen jüdischen Geschäftsleuten wurde unmittelbar nach der so genannten „Reichskristallnacht“ sein Atelier gesperrt und Schneider selbst am 10. November 1938 zur Zurücklegung des Gewerbescheines gezwungen. Ab dem 1. Jänner 1939 traf ihn auch das Berufsverbot, wodurch er zur Emigration gezwungen war. Gemeinsam mit seiner Frau konnte Schneider im Jänner 1939 noch aus Österreich nach Rotterdam fliehen. Ab diesem Zeitpunkt ist über sein weiteres Leben nichts bekannt.

## Arisierung durch Wilhelm Hlosta
Der seit Anfang der 1930er Jahre als Fotograf tätige Wilhelm Hlosta (1904–1984) „übernahm“ 1938/39 Schneiders Atelier im Zuge einer Arisierung und vertrieb Schneiders Fotos und Abzüge unter seinem Namen.
1940 wurde das Atelier Max Schneiders im Auftrag der Vermögensverkehrsstelle von Franz Stern „abgewickelt“.

## Anmerkung zum Nachlass Schneiders in österreichischen Archiven
Schneiders Arbeiten für die Fakultät befinden sich heute im Foto- bzw. Bildarchiv der Sammlungen der Medizinischen Universität Wien.
Viele Fotos sind auch im Bestand des Bildarchivs der Österreichischen Nationalbibliothek. Dort ist aber noch immer eine beträchtliche Anzahl seiner Porträts entweder ohne Namensnennung und/oder Entstehungsdatum inventarisiert, etwa das Tableau mit 163 Porträts von Professoren der Wiener medizin. Fakultät, oder gibt Wilhelm Hlosta als Urheber an, weil die Provenienzforschung dieser Bibliothek die bereits jahrelang vorliegenden wissenschaftlichen Ergebnisse bis heute in ihrem Bestand nicht verarbeitet hat.

## Trivia
1929 hatte Schneider beim Parlament einen Autounfall, bei dem sein Beifahrer schwer verletzt wurde.

## Werke

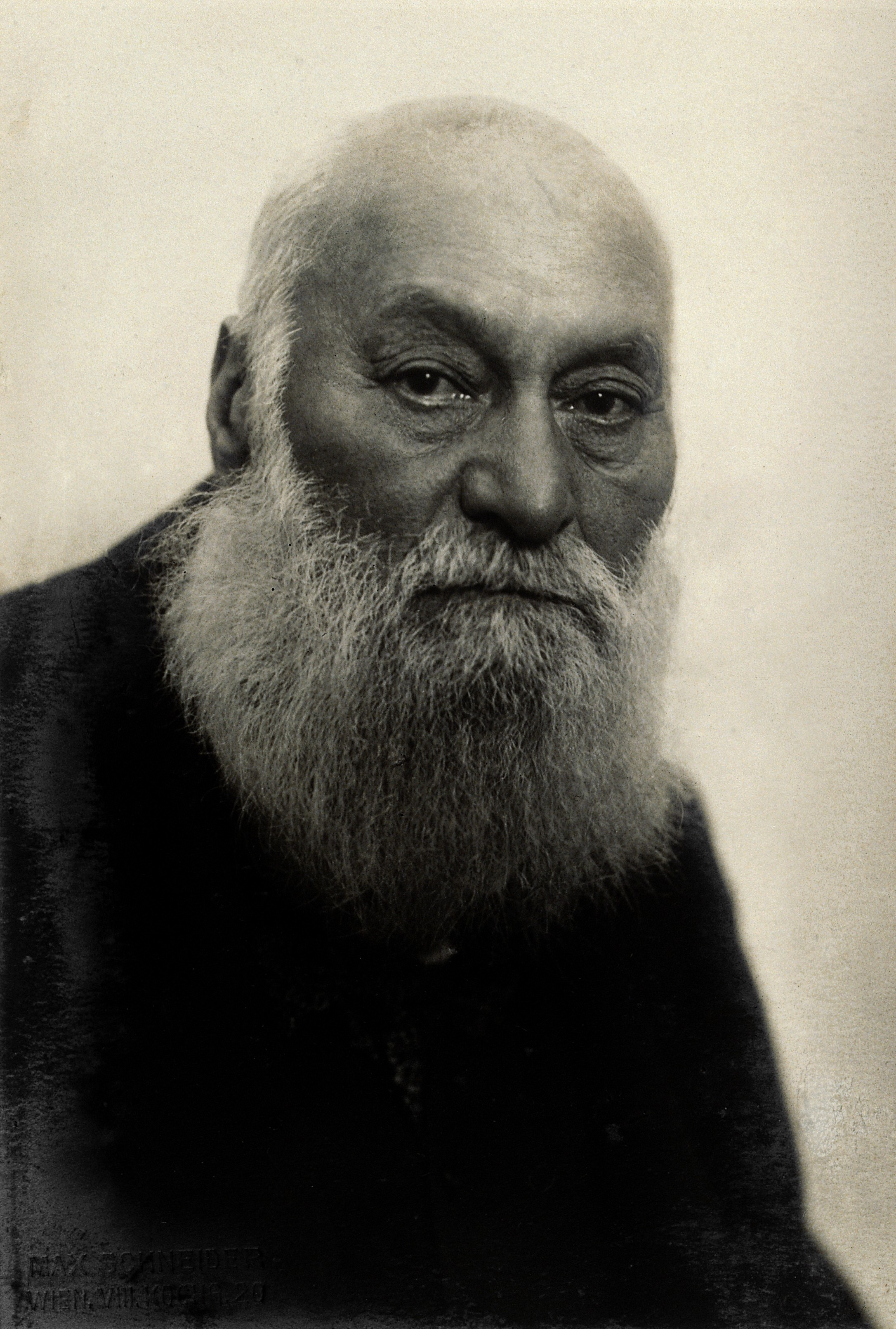
Siegmund Exner

Neben den fotografischen Aufnahmen schuf Schneider auch eine Reihe von Porträtzeichnungen:
- Porträt Friedrich Dimmer (1925)[22]
- Porträt Emil Redlich (1926)[23]
- Porträt Hans Thaler (1926)[24]
- Porträt Clemens von Pirquet (1929)[25]
- Porträt Markus Hajek (1931)[26]
- Fotografie nach der Radierung von Anton von Eiselsberg (1930)[27]
- Porträt Julius von Wagner-Jauregg (1932)[28]
- Porträt Dionys Pospischill (1933)[29]

Das Ölgemälde Julius Wagner-Jaureggs von Wilhelm Krausz entstand nach dem Fotoporträt von Schneider.